# Publius Alfenus Varus
Publius Alfenus Varus war ein römischer Jurist und Senator im 1. Jahrhundert v. Chr.

## Leben
Publius Alfenus Varus stammte aus Cremona in der römischen Provinz Gallia Cisalpina. Er kam nicht aus einer senatorischen Familie, denn sein Vater und vielleicht auch er selbst waren Schuhmacher, vermutlich Inhaber einer Manufaktur für Schuhe. Er war ein Schüler eines der damals berühmtesten Rechtsgelehrten und gewesenen Konsuls, des Servius Sulpicius Rufus. Neben seinen juristischen Tätigkeiten interessierte er sich aber auch für Politik. Sein Aufstieg als homo novus bis zum Suffektkonsul des Jahres 39 v. Chr. verdankte er sicherlich auch den Wirren des Bürgerkrieges nach Gaius Iulius Caesars Ermordung, als viele neue Leute in den Senat kamen und bei den Anhängern des jungen Caesar (des späteren Augustus) und des Marcus Antonius aufstiegen. Seine weitere politische Laufbahn ist ebenso wenig überliefert wie sein Todesdatum.

## Juristische Werke
Alfenus Varus war ein außerordentlich produktiver juristischer Schriftsteller. Seine Wirkung nahm wesentlichen Einfluss auf die Entwicklung des römischen Rechts, die auch in den Kodifikationen Kaiser Justinians Niederschlag fand. Kern seiner Arbeit war das Sammelwerk Digestorum libri XL, („Geordnetes“) in vierzig Bänden. Behandelt werden Rechtsfälle aus seiner Praxis und der seines Lehrers Servius. Iulius Paulus fertigte daraus eine Epitome an. In die unter Justinian herausgegebenen Digesten wurden allerdings nicht nur die Schriften des Alfenus Varus eingearbeitet, sondern auch zahlreiche Veröffentlichungen anderer römischer Juristen, etwa des Publius Iuventius Celsus, des Publius Salvius Iulianus und des Ulpius Marcellus. Die Bedeutung des Alfenus Varus für seinen Anteil am Corpus iuris civilis ergibt sich daraus, dass zum Namen dieses Abschnitts sein Begriff Digesten gewählt wurde. Ob Alfenus Varus auch die originell präsentierte Coniectanea („Notizen“, „Zusammengestelltes“) geschrieben hat, ist nicht sicher belegt, wenngleich Detlef Liebs davon wohl ausgeht.